# 5629 Kuwana
5629 Kuwana è un asteroide della fascia principale. Scoperto nel 1993, presenta un'orbita caratterizzata da un semiasse maggiore pari a 3,0507254 UA e da un'eccentricità di 0,0760115, inclinata di 10,06049° rispetto all'eclittica.